# Czesław Świrski
Czesław Świrski, ps. „Adrian” (ur. 19 lipca 1884 w Motulach, zm. 4 lutego 1973 w São Paulo) – działacz Organizacji Bojowej PPS, działacz niepodległościowy. Skazany na karę śmierci. Bliski współpracownik Józefa Piłsudskiego.

## Życiorys
Urodził się 19 lipca 1884 we wsi Motule, pow. suwalski, w rodzinie Józefa i Marii z Lineburgów (zm. 1929). Był księciem z litewskiego rodu Świrskich. Początkowo studiował w Szkole Sztuk Pięknych w Warszawie. Był członkiem i instruktorem Organizacji Bojowej PPS. W 1906 roku założył wspólnie z Aleksandrą Zagórską wytwórnię materiałów wybuchowych, w której wyprodukowano ładunki wybuchowe wykorzystanie m.in. w akcji „krwawa środa” 15 sierpnia 1906. W 1908 roku podróżując na linii Warszawa – Wilno – Dyneburg, prowadził akcje wywiadowczą na temat transportów finansowych i 26 września 1908 wziął udział w akcji pod Bezdanami, której celem był napad na rosyjski pociąg pocztowy przewożący pieniądze. Po akcji, 10 października w Sosnowcu, został zatrzymany przypadkowo w trakcie przekraczania granicy pod fałszywym nazwiskiem „Stefana Eichlera”. Zdradzony przez aresztowanego uczestnika akcji Jana Fijałkowskiego, jako instruktor i uczestnik akcji pod Bezdanami. W lipcu 1909 roku stanął przed sądem wojennym w Wilnie i 28 września 1909 został skazany na karę śmierci. Ten sam wyrok otrzymali Czesław Zakrzewski, Jan Fijałkowski. Wskutek interwencji zagranicznych, m.in. francuskiej ligi praw człowieka, oraz symulowania choroby psychicznej, sąd kasacyjny zamienił mu karę śmierci na dożywotnią katorgę w guberni jarosławskiej. Przebywał na katordze do 1917 roku, został uwolniony po rewolucji lutowej, obaleniu caratu i ogłoszeniu przez Rząd Tymczasowy masowej amnestii.
Po powrocie do kraju włączył się w działania Pogotowia Bojowego PPS, wchodząc w sierpniu 1918 roku w skład Centralnego Wydziału. W listopadzie 1918 roku, w stopniu porucznika, pełnił funkcję adiutanta Naczelnika Państwa Józefa Piłsudskiego. W trakcie konferencji pokojowej w Paryżu był asystentem Ignacego Paderewskiego. Po zwolnieniu do rezerwy miał przydział do 1 Pułku Szwoleżerów Józefa Piłsudskiego w Warszawie. W okresie międzywojennym pracował jako notariusz. W 1920 roku został ojcem chrzestnym Jadwigi Piłsudskiej, drugiej córki Józefa Piłsudskiego. Wraz z Janem Piłsudskim i Aleksandrem Prystorem był wykonawcą notarialnego testamentu Piłsudskiego.
W 1931 roku mianowany na stopień rotmistrza kawalerii rezerwy ze starszeństwem od 1 stycznia 1931. 
Przed 1939 rokiem nabył w Brazylii niewielką posiadłość w Ubatuba. W lecie 1939 roku przyjechał tam wraz z córką na wakacje i tam zastał go wybuch wojny. W 1941 roku zamieszkał w São Paulo, gdzie wraz z Zofią Rajchmanową, żoną Henryka Floyar-Rajchmana, prowadził niewielki pensjonat.
Wraz z Karolem Przetakiewiczem działał w São Paulo w Towarzystwie im. Józefa Piłsudskiego. Zmarł na emigracji w Brazylii.

## Ordery i odznaczenia
- Krzyż Niepodległości z Mieczami (12 marca 1931)[7]
- Krzyż Kawalerski Orderu Odrodzenia Polski (10 listopada 1928)[8]